# Barbara Mikulski
Barbara Ann Mikulski (Baltimora, 20 luglio 1936) è una politica statunitense, senatrice per lo stato del Maryland dal 1987 al 2017 ed in precedenza membro della Camera dei Rappresentanti dal 1977 al 1987. Con 40 anni di servizio (1977-2017) è stata la donna che ha fatto parte più a lungo del Congresso degli Stati Uniti d'America.

## Onorificenze e riconoscimenti
- Nel 2011 è stata ammessa nella National Women's Hall of Fame
- A Barbara Mikulski è intitolato l'archivio astronomico MAST (Mikulski Archive for Space Telescopes).[3]
- Su proposta del premio Nobel per la fisica Adam Riess, in aprile 2012 le è stata intitolata  la supernova Mikulski.[4]

## Curiosità
Con un'altezza di cinque piedi (1,52 m), è considerata il membro più basso della storia del Congresso.